# Cirque de Consolation
Le cirque de Consolation, appelé aussi val de Consolation, est une reculée du massif du Jura située dans le département du Doubs, sur le territoire de la commune de Consolation-Maisonnettes, non loin de la frontière suisse. Il se trouve au cœur du parc naturel régional du Doubs Horloger.

## Géographie
Cette reculée, qui constitue une échancrure prononcée et arrondie dans le plateau de Maîche - Le Russey, a été formée par un effondrement glaciaire à l'ère quaternaire au moment du plissement alpin. 
Elle se termine par deux culs-de-sac : 
- la branche du Dessoubre qui s'achève par sa source pérenne située au bas de la falaise ;
- la branche du Lançot, plus longue et plus profonde qui se termine par des falaises de 350 mètres qui ferment le cirque. Tout au fond nait le Lançot qui, lors des fortes pluies ou lors de la fonte des neiges, jaillit d'une grotte située à 47 mètres de hauteur en produisant une belle chute d'eau. Il est rejoint en rive droite par les sources temporaires du Tabourot et de la Source Noire.

Le belvédère de la Roche au Prêtre offre un point de vue remarquable sur le site, découvrant la petite vallée et les bâtiments d'un ancien séminaire isolé dans les bois.

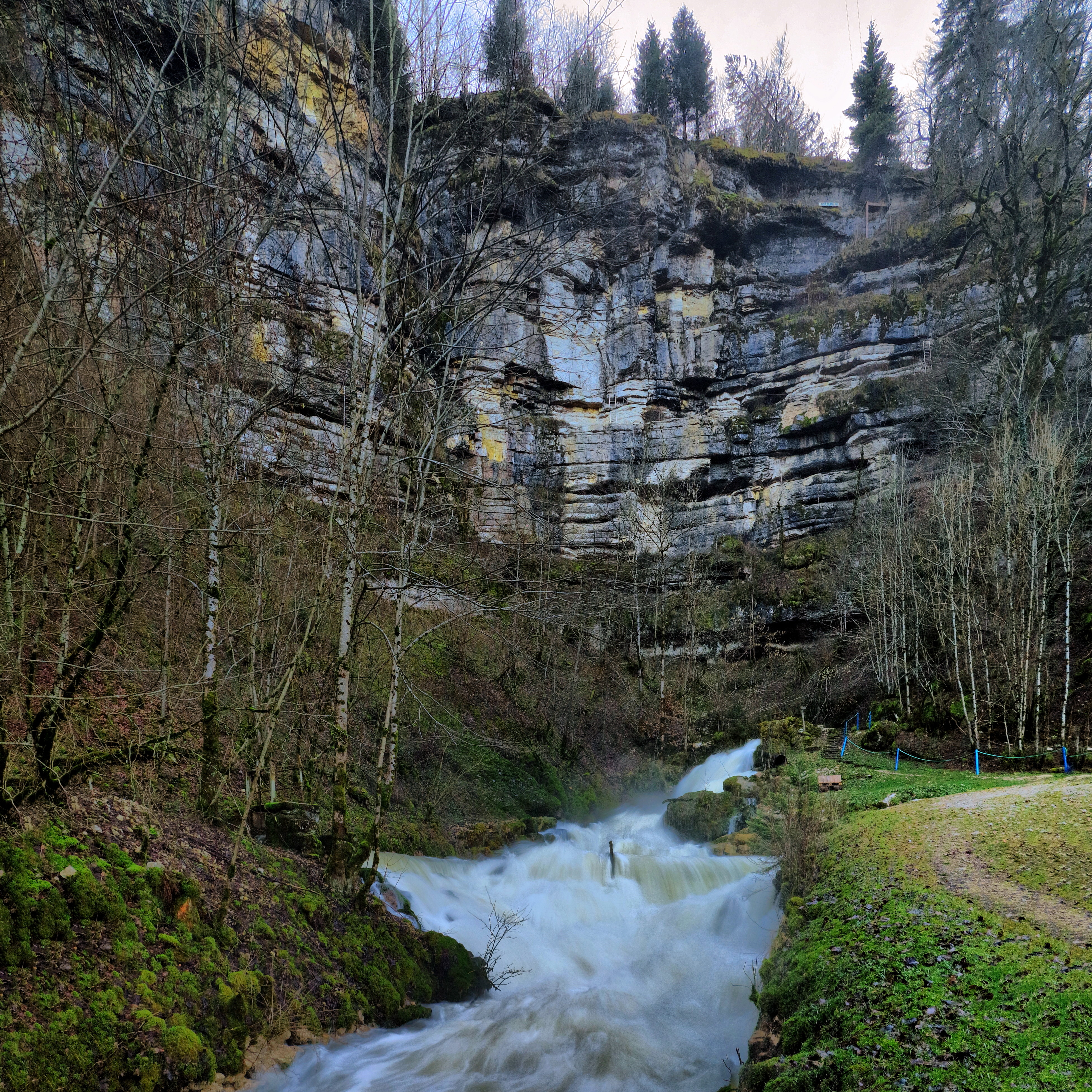
Le fond de la branche du Dessoubre avec la source.
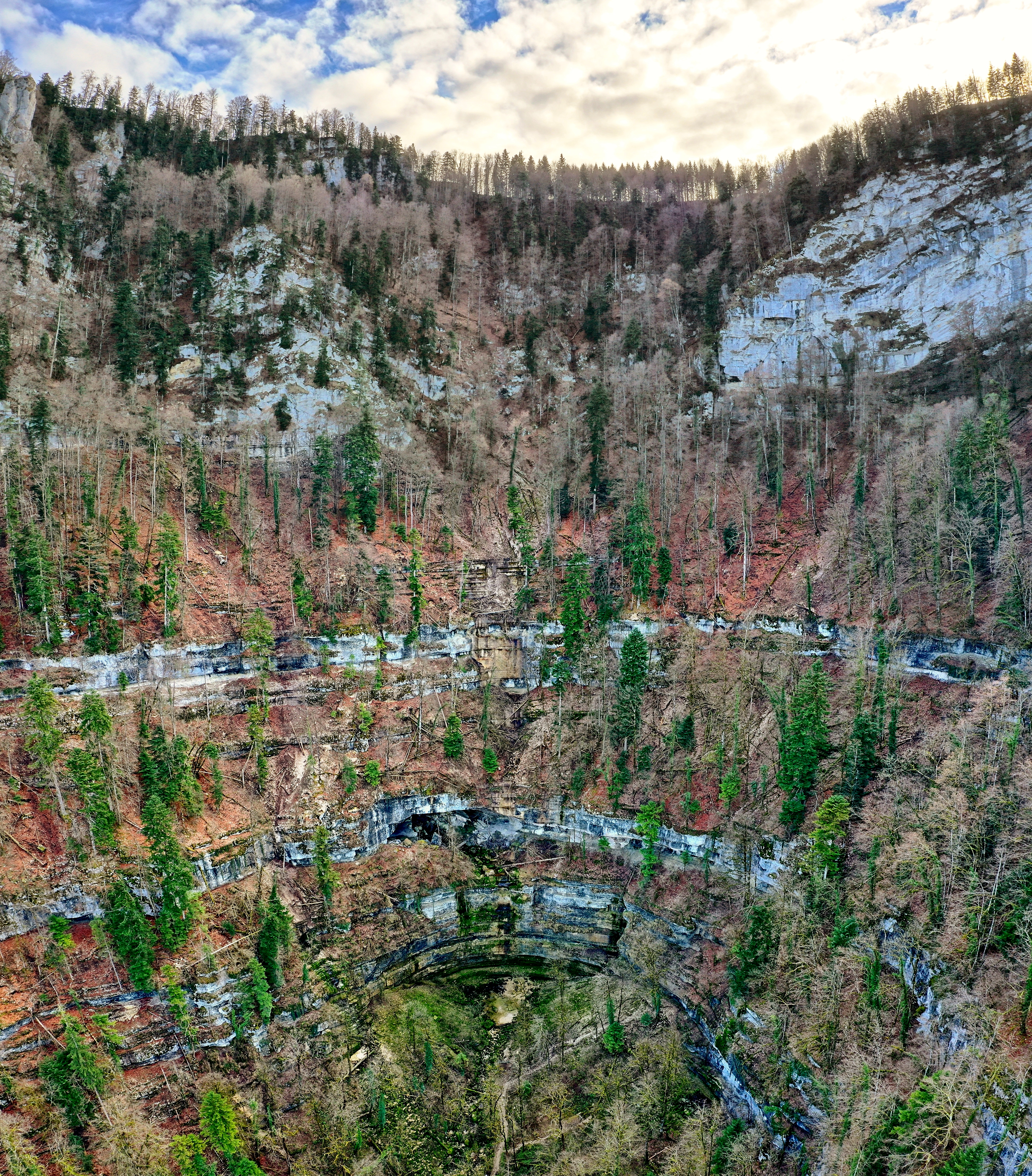
Le fond de la branche du Lançot avec la grotte vers le bas de la falaise.

## Histoire
La présence humaine y est très ancienne puisqu'elle est attestée, à l'âge du bronze, dans les grottes près de la source du Lançot. L'histoire est ensuite marquée par l'édification au-dessus des falaises, à la fin du XIVe siècle, du château fort de Châtelneuf-en-Vennes : il sera détruit en 1639 pendant la guerre de dix ans et ses pierres seront utilisées pour la construction d'un monastère dans la vallée en 1670 : l'édifice sera plus tard transformé en séminaire avant de fermer ses portes en 1978.

### L'ancien séminaire
Un oratoire a été érigé en 1432-1433 pour honorer Notre-Dame de Consolation (dont le tableau est aujourd'hui dans l'église de Guyans-Vennes) et des ermites se sont installés dans la vallée sauvage. Au XVIIe siècle, répondant au vœu de sa mère, Ferdinand-François-Just de Rye, marquis de Varambon et seigneur des lieux, décide de fonder à Consolation une maison de religieux de l'ordre des Minimes,créé par saint François de Paule. Avant sa mort prématurée en 1657, il confie la réalisation du projet à sa femme en souhaitant être inhumé dans la chapelle de Consolation. Le projet est retardé par un procès concernant l'héritage puis par l'attente de l'autorisation du roi d'Espagne qui administre alors la Franche-Comté. Une nouvelle église est cependant construite et consacrée en 1665 : en 1669 on y transfère solennellement les restes du marquis de Varambon, son mausolée majestueux, détérioré à la Révolution et restauré à la fin du XIXe siècle, existe toujours dans une chapelle néo-romane achevée en 1682. En octobre 1669 la licence de Charles II d'Espagne arrive et les quatre premiers Minimes s'installent en mai 1670 avant même que ne débutent au printemps 1671 les travaux qui dureront deux ans.
Achevé en 1673, l'édifice forme un carré de 40 mètres de côté et les bâtiments enferment un cloître central alors que le quatrième côté est occupé par l'église. Les bâtiments comportaient un étage où se trouvaient 18 cellules alors que le rez-de-chaussée était occupé par la cuisine et les réfectoires  . Les bâtiments transformés au XIXe siècle pour servir de séminaire comporteront deux étages et pourront accueillir plus d'une centaine d'élèves. Divers aménagements seront entrepris au XIXe siècle dans l'église et le porche en sera restauré en 1899.
Le monastère était à peu près désaffecté à la Révolution française et ne comptait plus que quatre moines quand il a été vendu comme bien national et transformé en dépôt de fourrage. Laissé ensuite à l'abandon , l'ancien monastère, redevenu propriété de l'Église en 1827, a été transformé en petit séminaire en 1833 : il a été fermé en 1906 pour défaut d'élèves avant de rouvrir en 1920 (toujours en tant que « petit séminaire » (correspondant aux classes de l'enseignement secondaire) pour former de futurs missionnaires jusqu'à sa fermeture définitive en 1978. Depuis la Fondation du Val de Consolation gère les lieux et organise des réunions religieuses et des manifestations culturelles.

## Activités

### Tourisme et activités de loisir
Le site du val de Consolation accueille annuellement plus de 110 000 visiteurs et stagiaires attirés par le pittoresque de l'endroit et par les activités culturelles et religieuses comme par les pratiques de loisir. La chapelle est ouverte en permanence et des messes y sont célébrées.
Le cirque de Consolation offre par ailleurs un parc aménagé pour les promeneurs qui peuvent découvrir la faune et les nombreuses exsurgences et leurs cascades (source du Dessoubre, source  du Lançot et sa chute temporaire de 47 m ; sources temporaires du Tabourot et de la Source Noire...).

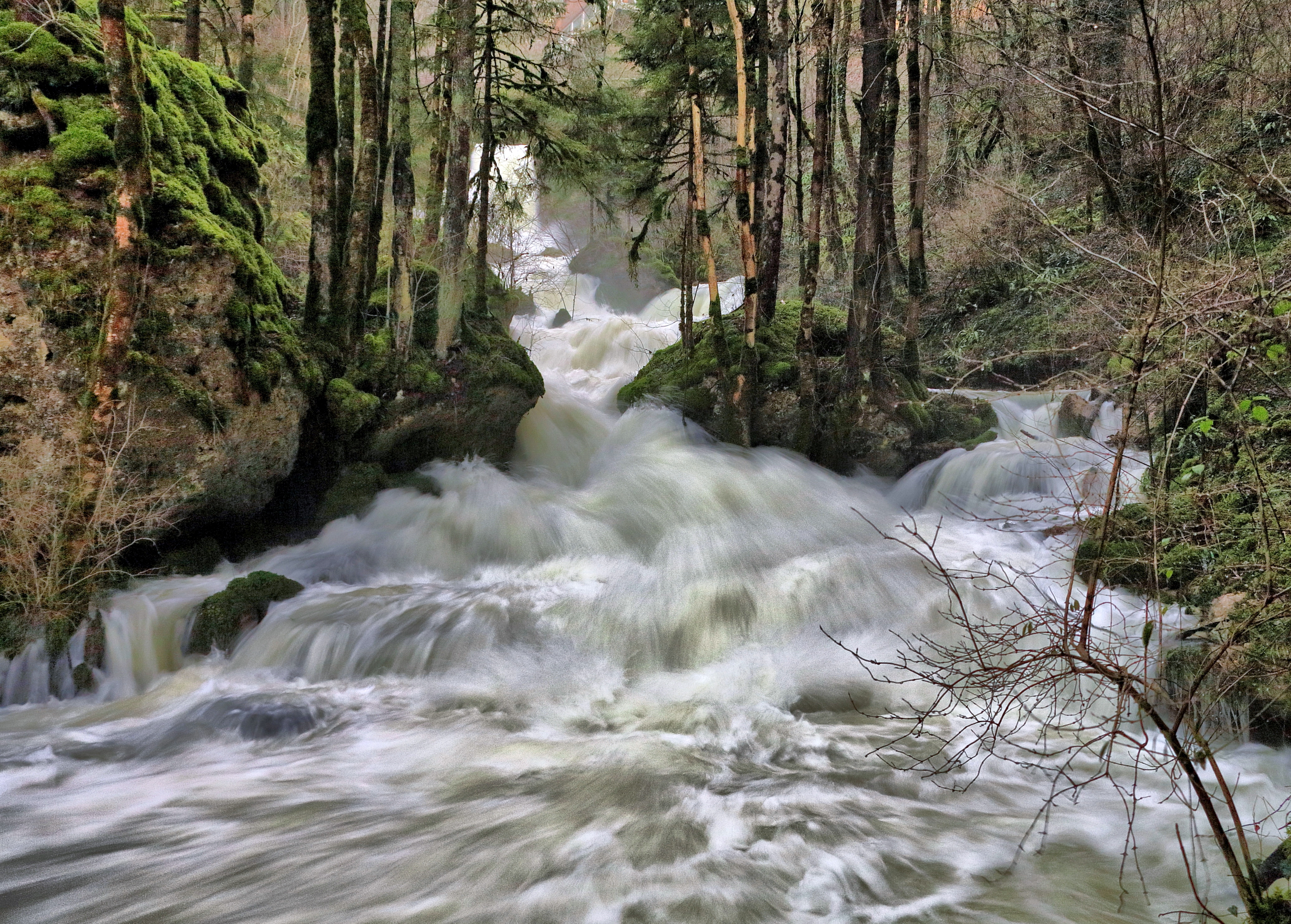
Cascade du Dessoubre en aval de sa source.
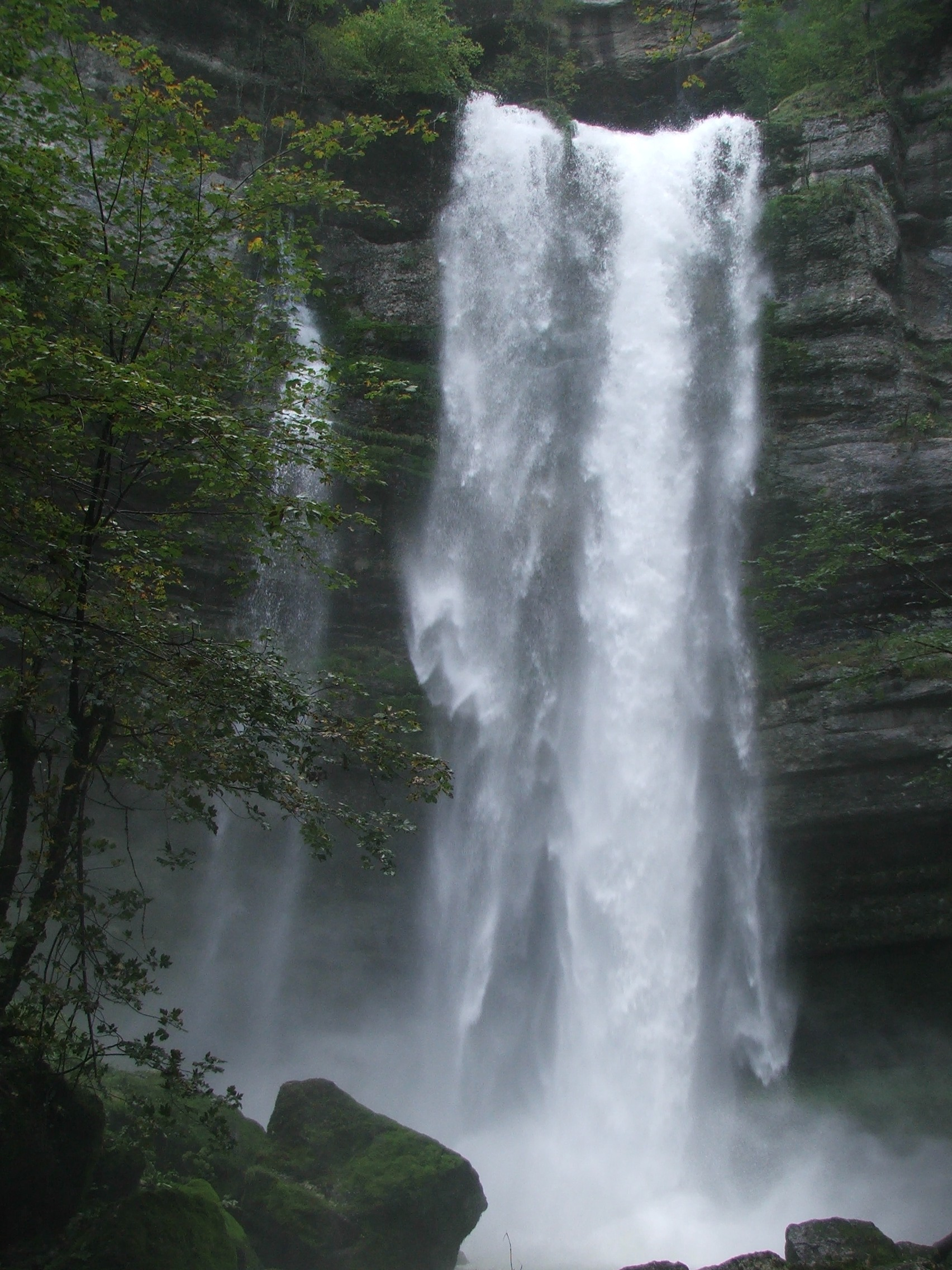
Chute du Lançot.
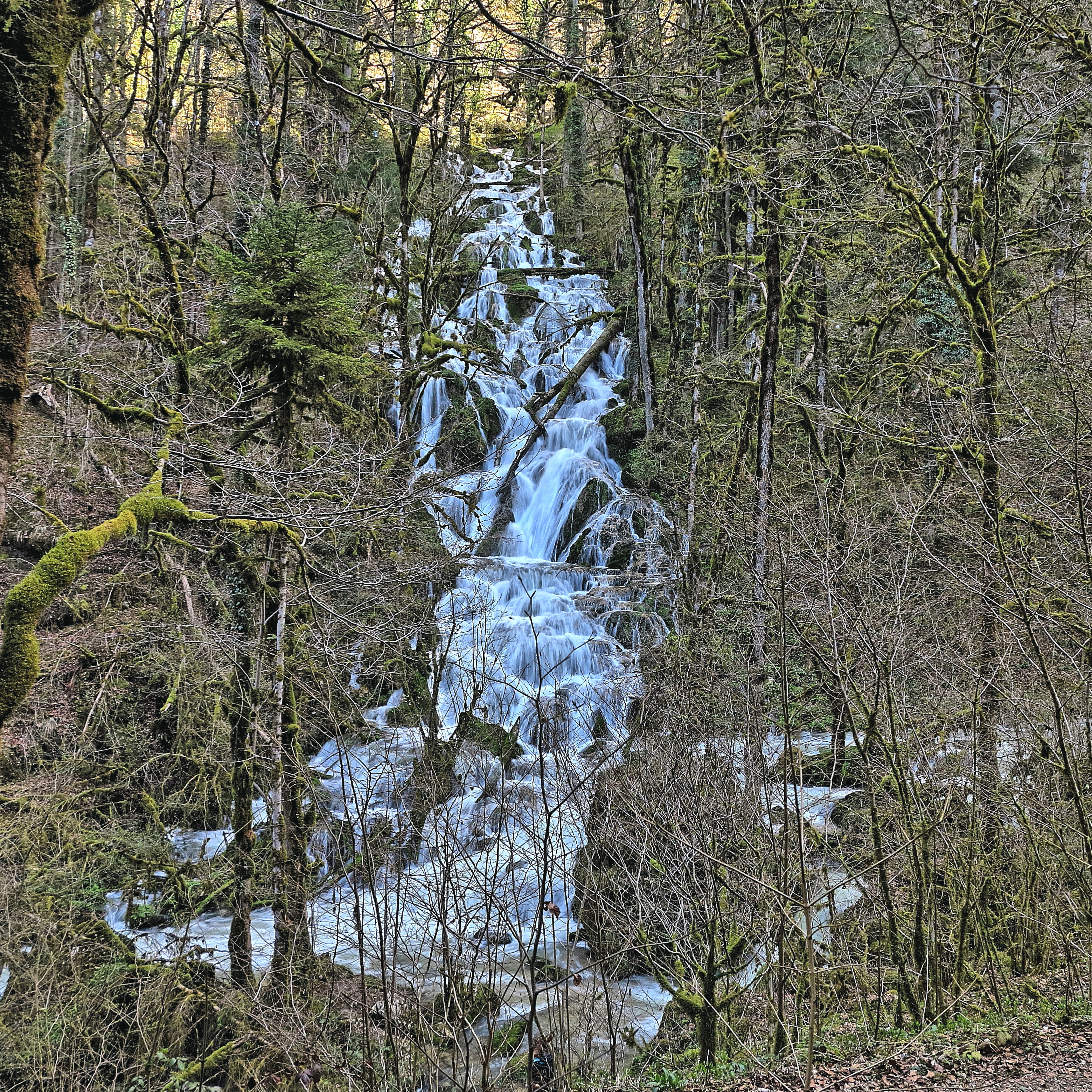
Cascade du Tabourot.
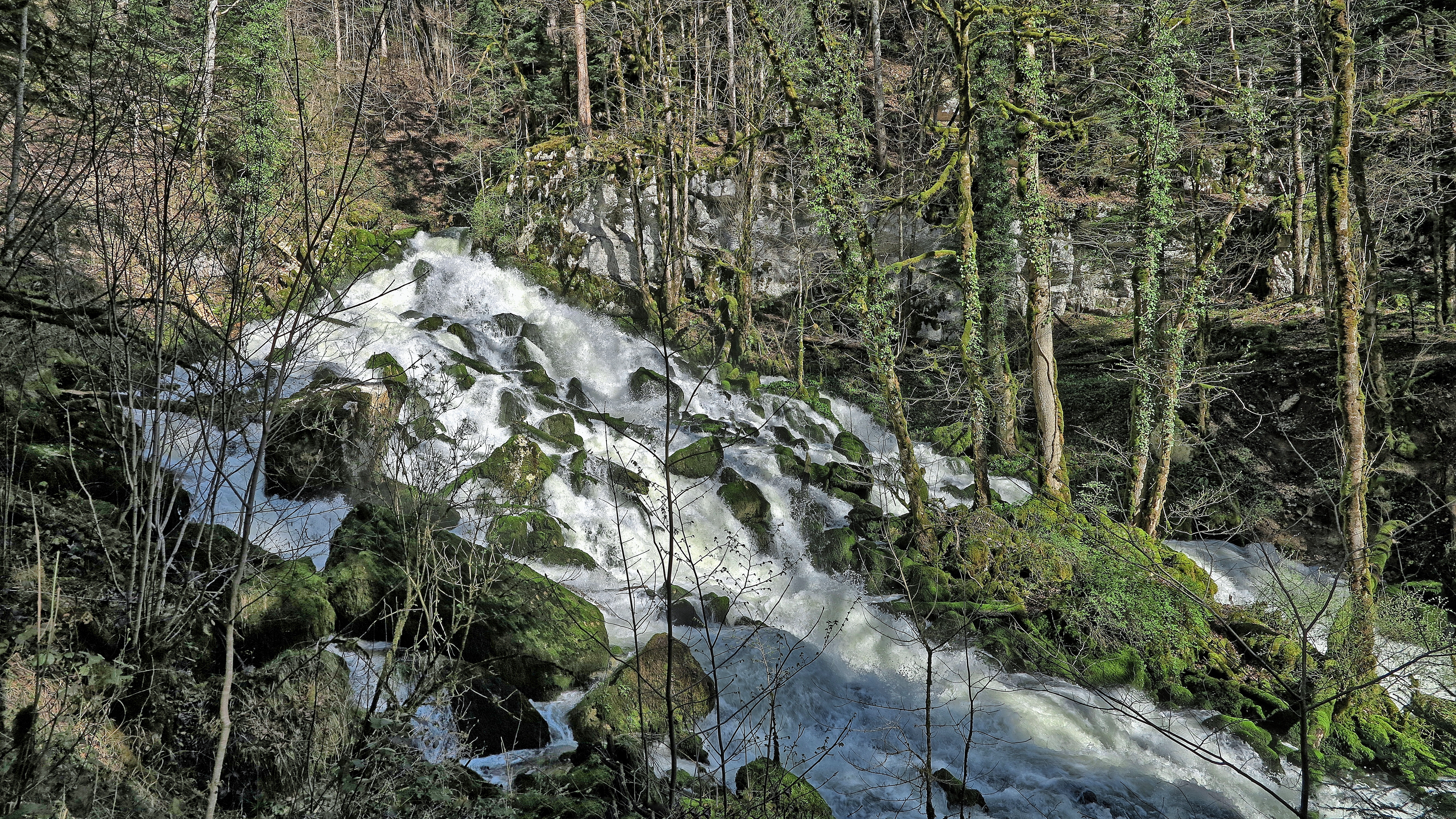
Source et cascade de la Source Noire.

Ce parc comprend un arboretum avec de nombreuses espèces remarquables.
Des sentiers permettent de rejoindre le belvédère sécurisé de la Roche au Prêtre au sommet des falaises. Le lieu doit son nom à la chute mortelle d'un religieux au XVIIe siècle. Cette chute inexpliquée a été rattachée à la légende d'un géant qui occupait une grotte au pied des falaises : le prêtre l'aurait enfermé dans son antre et déclenché la vengeance des amis du géant.

### Hydraulique
Deux installations hydrauliques utilisant l'eau du Dessoubre sont présentes :
- une centrale hydroélectrique[11] située 400 m en aval de source : elle est alimentée par un canal d'amenée de 400 m prolongé par une conduite forcée de 120 m créant un dénivelé de 63 m. Équipée de deux turbines crossflow Ossberger de 360 et 180 kW, elle a une production moyenne de 1 150 000 kWh/an[12] ;
- une scierie[13], située juste en amont du séminaire de Consolation, était équipée de deux roues par-dessus. Son activité s'est arrêtée lors de la Seconde Guerre mondiale mais les bâtiments sont toujours en place.

### Protection environnementale

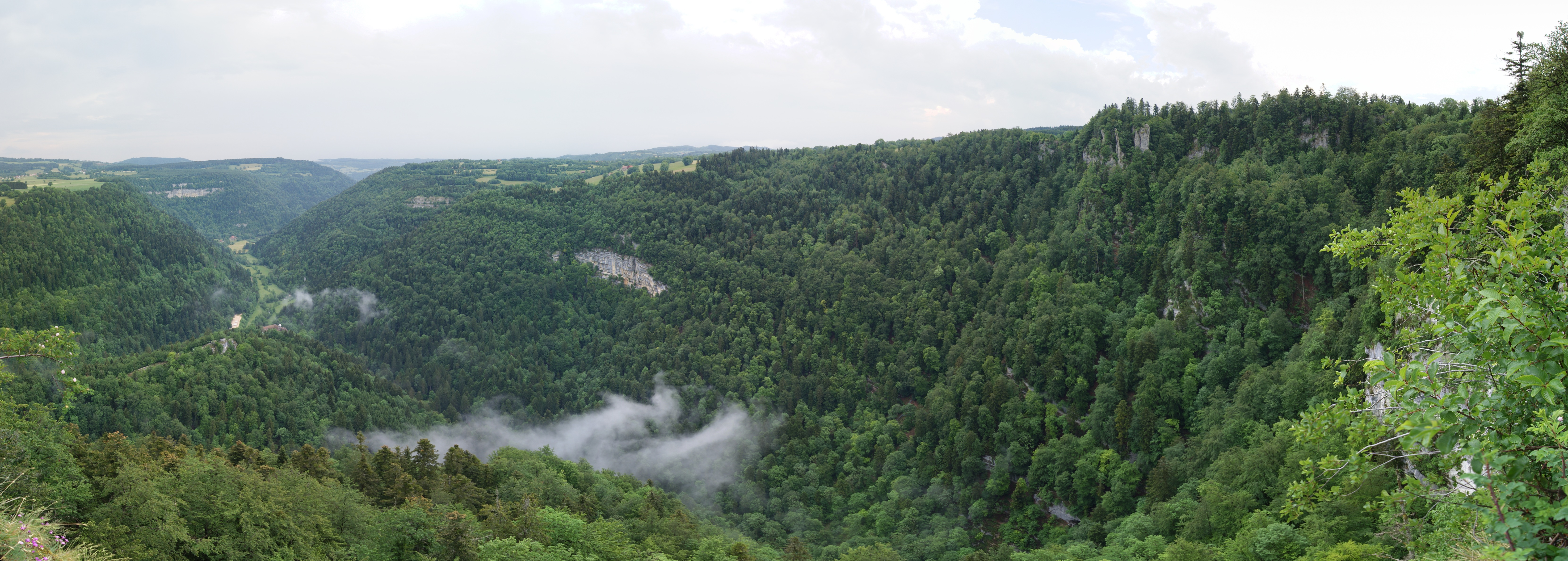
Panorama du cirque de Consolation

Près de 150 hectares du site forment un site inscrit depuis 1943.
Outre l'arboretum, le site est réputé pour héberger des chamois ainsi que plusieurs espèces sensibles ou remarquables d'oiseaux qui se reproduisent dans les falaises ou les forêts du cirque : le Faucon pèlerin et le Grand corbeau, espèces strictement protégées, l'Hirondelle de rochers, le Pic noir, le Tichodrome échelette, tandis que le Martin-pêcheur, la Bergeronnette des ruisseaux et le Cincle plongeur fréquentent torrents et ruisseaux. Une réglementation spécifique a été mise en place dans le but de protéger ces oiseaux, elle s'applique en particulier aux amateurs d'escalade et de vol libre.